# Tano North

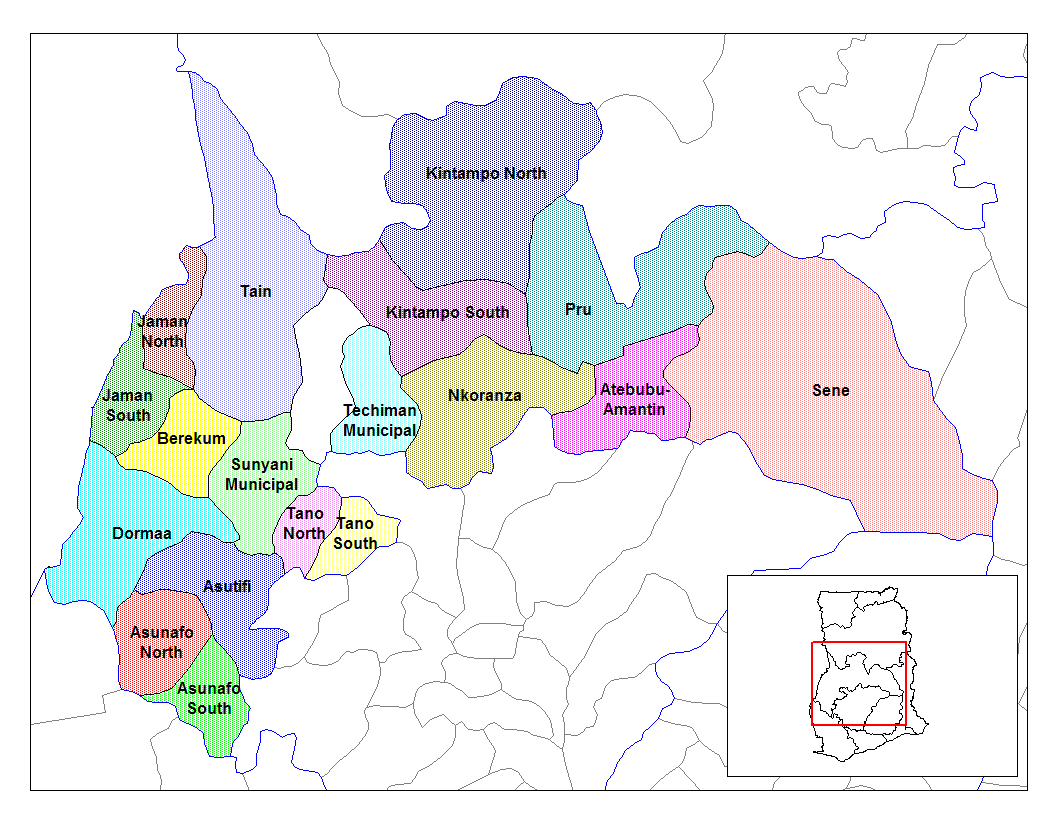
Mapa da região Brong-Ahafo; Tano North encontra-se no centro-oeste, de cor rosa clara

Tano North é um pequeno distrito do centro-oeste da região Brong-Ahafo, no Gana.